# Србија на Светском првенству у атлетици на отвореном 2023.
Србија је на 19. Светском првенству у атлетици на отвореном 2023. одржаном у Будимпешти од 19. до 27. августа, учествовала девети пут као самостална земља, са 9 атлетичара (4 мушкарца и 5 жена) у 7 дисциплина (3 мушке и 4 женске).,
На овом првенству представници Србије су освојили једну златну медаљу. Овим успехом Србија је делила 18 место у укупном пласману освајача медаља. Поред медаље, оборен је и национални рекорд у скоку удаљ за жене.
У табели успешности према броју и пласману такмичара који су учествовали у финалним такмичењима (првих 8 такмичара) Србија је са 2 учеснице у финалу делила 37. место са 10 бодова.
| Пл.  | Земља  | 1. место | 2. место | 3. место | 4. место | 5. место | 6. место | 7. место | 8. место | Бр. фин. | Бод. |
| ---- | ------ | -------- | -------- | -------- | -------- | -------- | -------- | -------- | -------- | -------- | ---- |
| =37. | Србија | 1        | 0        | 0        | 0        | 0        | 0        | 1        | 0        | 2        | 10   |

## Учесници
| Мушкарци: - Елзан Бибић — 1.500 м - Славко Стевић — Скок увис - Асмир Колашинац — Бацање кугле - Армин Синанчевић — Бацање кугле | Жене: - Ангелина Топић — Скок увис - Ивана Вулета — Скок удаљ - Милица Гардашевић — Скок удаљ - Адриана Вилагош — Бацање копља - Марија Вученовић — Бацање копља |  |

## Освајачи медаља (1)

### Злато
- Ивана Вулета — Скок удаљ

## Резултати

### Мушкарци
| Атлетичар        | Дисциплина   | Лични рекорд | Квалификације | Квалификације | Полуфинале           | Полуфинале           | Финале               | Финале       | Детаљи |
| Атлетичар        | Дисциплина   | Лични рекорд | Резултат      | Место         | Резултат             | Место                | Резултат             | Место        | Детаљи |
| ---------------- | ------------ | ------------ | ------------- | ------------- | -------------------- | -------------------- | -------------------- | ------------ | ------ |
| Елзан Бибић      | 1.500 м      | 3:34,20 НР   | 3:37,45       | 10. у гр. 3   | Није се квалификовао | Није се квалификовао | Није се квалификовао | 31 / 58      |        |
| Славко Стевић    | Скок увис    | 2,25         | 2,22          | 12. у гр. Б   |                      |                      | Није се квалификовао | 23 / 35 (36) |        |
| Армин Синанчевић | Бацање кугле | 21,88 НР     | 20,92 кв      | 4. у гр. Б    | 20,78                | 9 / 34 (36)          |                      |              |        |
| Асмир Колашинац  | Бацање кугле | 21,58        | 20,01         | 10. у гр. А   | Није се квалификовао | 19 / 34 (36)         |                      |              |        |

### Жене
| Атлетичарка       | Дисциплина   | Лични рекорд | Квалификације | Квалификације | Полуфинале            | Полуфинале   | Финале   | Финале      | Детаљи |
| Атлетичарка       | Дисциплина   | Лични рекорд | Резултат      | Место         | Резултат              | Место        | Резултат | Место       | Детаљи |
| ----------------- | ------------ | ------------ | ------------- | ------------- | --------------------- | ------------ | -------- | ----------- | ------ |
| Ангелина Топић    | Скок увис    | 1,97 НР      | 1,92 кв       | 5. у гр. А    |                       |              | 1,94     | 7 / 34 (35) |        |
| Ивана Вулета      | Скок удаљ    | 7,10 НР      | 6,82 КВ       | 1. у гр. Б    | 7,14 НР               |              |          |             |        |
| Милица Гардашевић | Скок удаљ    | 6,91         | 6,51          | 7. у гр. А    | Нису се квалификовале | 18 / 34 (36) |          |             |        |
| Адриана Вилагош   | Бацање копља | 63,52        | 58,65         | 9. у гр. А    | Нису се квалификовале | 16 / 34 (36) |          |             |        |
| Марија Вученовић  | Бацање копља | 62,25        | 54,21         | 13. у гр. Б   | Нису се квалификовале | 31 / 34 (36) |          |             |        |